# خوسيه غارسيا رومان
خوسيه غارسيا رومان (بالإسبانية: José García Román)‏ هو ملحن إسباني، ولد في 16 أكتوبر 1945 في غرناطة في إسبانيا.

## وصلات خارجية
- خوسيه غارسيا رومان على موقع ميوزك برينز (الإنجليزية)
- خوسيه غارسيا رومان على موقع ديسكوغز (الإنجليزية)